# 圣保利纳
圣保利纳（義大利語：Santa Paolina），是意大利阿韦利诺省的一个市镇。总面积8平方公里，人口1436人，人口密度179.5人/平方公里（2009年）。ISTAT代码为064093。